# Koningshoningzuiger
De koningshoningzuiger (Cinnyris regius; synoniem: Nectarinia regia) is een zangvogel uit de familie Nectariniidae (honingzuigers).

## Verspreiding en leefgebied
Deze soort telt 3 ondersoorten:
- C. r. regius: Rwenzori-gebergte (noordoostelijk Congo-Kinshasa en westelijk Oeganda).
- C. r. kivuensis: oostelijk Congo-Kinshasa, zuidwestelijk Oeganda, westelijk Rwanda en westelijk Burundi.
- C. r. anderseni: westelijk Tanzania.